# Rhizophydiaceae
Rhizophydiaceae är en familj av svampar. Enligt Catalogue of Life ingår Rhizophydiaceae i ordningen Rhizophydiales, klassen Chytridiomycetes, divisionen pisksvampar och riket svampar, men enligt Dyntaxa är tillhörigheten istället klassen Chytridiomycetes, divisionen pisksvampar och riket svampar.
| Rhizophydiaceae | \| \| Rhizophydium \| \| \| \| |
|                 | \| \| Rhizophydium \| \| \| \| |
|                 | Protrudomycetaceae             |
|                 |                                |
|                 | Pateramycetaceae               |
|                 |                                |
|                 | Kappamycetaceae                |
|                 |                                |
|                 | Gorgonomycetaceae              |
|                 |                                |
|                 | Globomycetaceae                |
|                 |                                |
|                 | Aquamycetaceae                 |
|                 |                                |
|                 | Angulomycetaceae               |
|                 |                                |
|                 | Terramycetaceae                |
|                 |                                |
|                 | Batrachochytrium               |
|                 |                                |
|                 | Rhizophydium                   |
|                 |                                |

|  | Rhizophydium |
|  |              |